# Zdeněk Flídr
Zdeněk Flídr (* 8. června 1940, České Budějovice) je český scenárista, režisér a producent audiovizuálních děl.

## Život
Je synem Františka Flídra, který byl zatčen a v roce 1953 odsouzen ve vykonstruovaném procesu s tzv. Jihočeskou skupinou bratří Zenáhlíků za velezradu a špionáž a ke ztrátě občanských práv a majetku. Navrhovaný trest smrti byl vzhledem ke změně politického klimatu po smrti J. V. Stalina a Klementa Gottwalda postupně změněn na doživotí, pak na dvacet pět let a nakonec na pět let.
Po ukončení základní školní docházky byl Zdeněk Flídr místo na gymnázium zařazen do tzv. procesu převýchovy prací a zařadili ho jako pomocného stavebního dělníka do Armastavu. Po čase se ale ukázalo, že tam pracuje s jednou z posledních skupin vojáků PTP, a tak ho převedli do Uhelných skladů na vykládku vagonů. Vzhledem k věku a tělesné kondici pak pracoval jako pomocný dělník v autoskladu.
Po změně politického klimatu mohl vystudovat Vyšší průmyslovou školu – obor elektro, ovšem s doložkou „pobyt ve vnitrozemí nežádoucí“, a tak po absolvování nastoupil do ZVIL Rotava, pak do ZVIL Ostrov nad Ohří. Po několikaleté práci na elektrozkušebně v Jáchymově se stal vedoucím největšího a nejaktivnějšího západočeského Sdružení klubů a mládeže – Junior klub (1967–1969). V té době rovněž působil jako autor, dramaturg a režisér kabaretu Škamna. Poté marně hledal práci, až ho nakonec přijali na Barrandově, nejprve jako asistenta produkce, pak jako asistenta režie. Po letech jsem se stal pomocným režisérem a nakonec režisérem.
Následně začal dálkově studovat FAMU – Katedru dokumentární tvorby u profesorů A. F. Šulce a Jiřího Lehovce, obor scenáristika a dramaturgie dokumentární tvorby (v letech 1975–1980). V roce 1982 natočil jako hlavní režisér svůj debut, povídku „Vražedný útok“ pro povídkový film Plaché příběhy.
Během své profesionální dráhy působil i dalších funkcích:
- člen poroty Mezinárodního festivalu v Mannheimu, 1982
- předseda poroty Mezinárodního festivalu televizních a rozhlasových pořadů národnostních menšin „Můj rodný kraj“ v Užhorodě – Ukrajina, 1982
- člen poroty VI. Mezinárodního filmového a televizního festivalu „ VBESTE - TOGETHER“ Jalta 2005, Ukrajina
- od roku 2008 předseda Občanského sdružení „Můj druhý domov“
- od roku 2009 ředitel Mezinárodního festivalu dokumentárních filmů, televizních a rozhlasových pořadů národnostních menšin „Můj druhý domov“ v Táboře

## Dílo (výběr)
- 1982 – Plaché příběhy – povídkový film
- 1983 – Všichni mají talent
- 1984 – Bakaláři (TV)
- 1987 – Chodidla (TV)
- 1988 – Moře začíná za vsí
- 1989 – Tichý společník